# Sestava plavidel

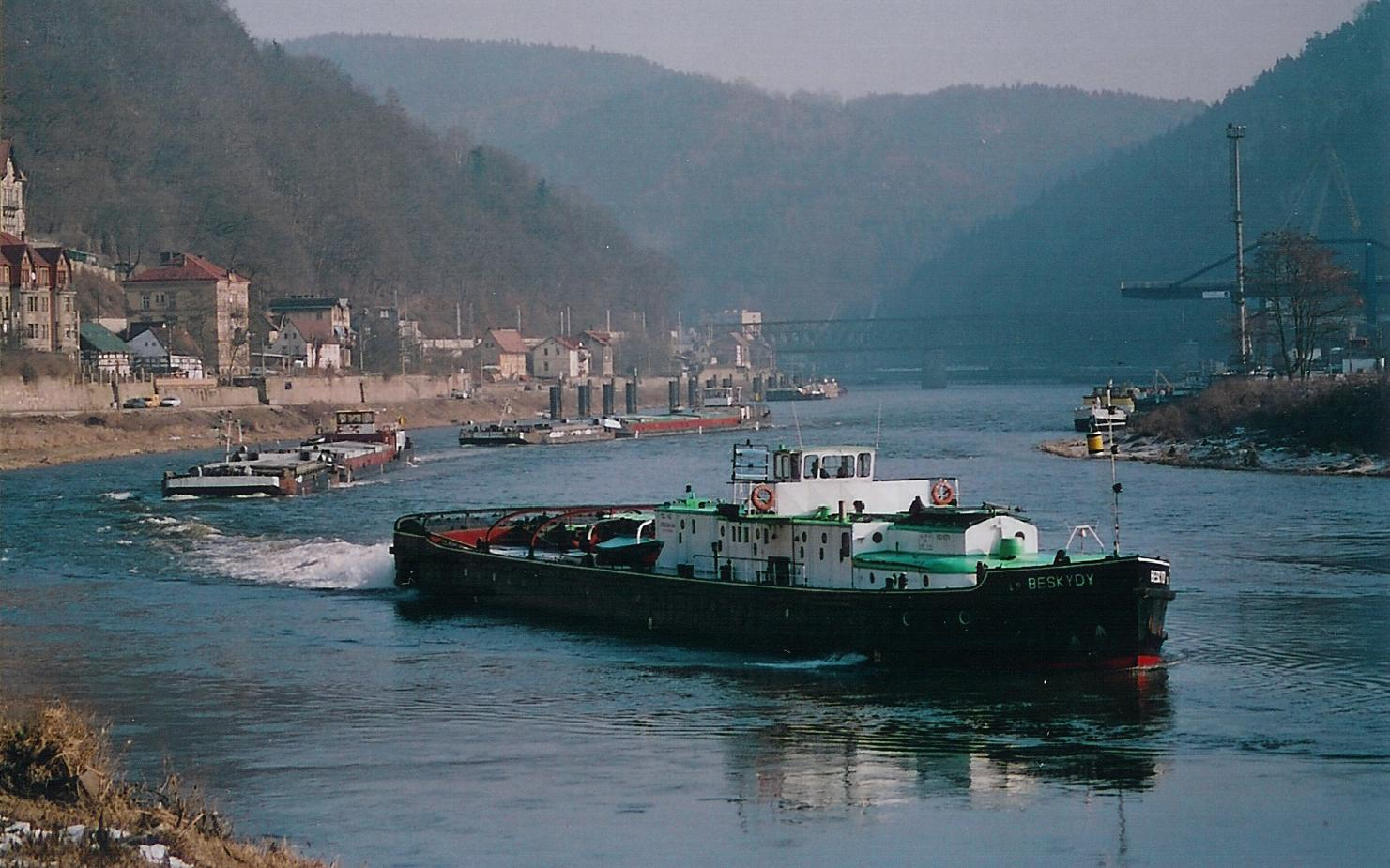
Dvě tlačné sestavy v závěsu vlečného remorkéru Beskydy v Děčíně

Sestava plavidel je obecně spojení dvou nebo několika plavidel. Pro vodní cesty v České republice definuje Řád plavební bezpečnosti (vyhláška federálního ministerstva dopravy ČSFR 344/1991 sb.) tři typy sestav, podle způsobu řazení a spojení plavidel. A to vlečnou sestavu, tlačnou sestavu a bočně svázanou sestavu.

## Vlečná sestava

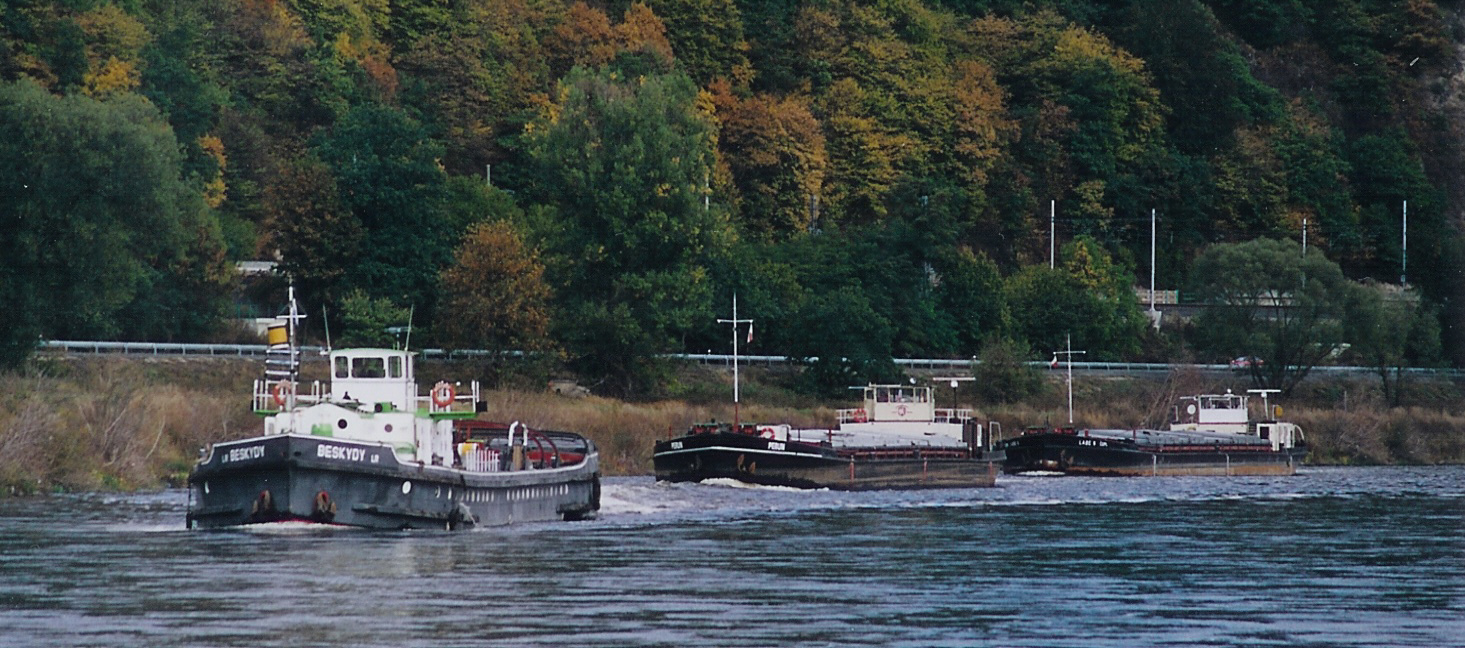
Vlečná sestava na českém Dolním Labi

Vlečná sestava je jakékoli spojení jednoho nebo několika plavidel, plovoucích zařízení nebo plovoucích těles, vlečených jedním nebo několika plavidly s vlastním pohonem; vlekoucí plavidlo je součástí sestavy a nazývá se vlečný remorkér. V minulosti nejběžnější způsob řazení plavidel na vnitrozemských vodních cestách do sestav, především pro vlečení plavidel proti proudu, ale i po proudu řek nebo na klidné hladině průplavů. Plavba samotíží, běžná do 50. let 20. století, byla zakázána.
Vlečné sestavy se jednodušeji vytvářejí, protože ke spojení plavidel postačí pevné lano. Nevýhodou je relativně nízká efektivita plavby, protože vlečená plavidla musejí překonávat vlnu tvořenou remorkérem, což je zbrzďuje a klade to vyšší nároky na tažnou sílu remorkéru.  Tento problém lze eliminovat použitím co nejdelšího vlečného lana. Avšak vzhledem k volnému úvazu plavidel na dlouhém laně jsou vlečné sestavy obtížněji ovladatelné.
V současnosti (2009) není plavba velkých plavidel ve vlečné sestavě příliš obvyklá. Tento druh plavby je celosvětově vytlačován výrazně efektivnější plavbou tlačnou. Místy je vlečné sestavy využíváno ve formě vlečného remorkéru jako přípřeže motorových lodí nebo jiných plavidel pro překonání obtížných plavebních úseků řek se silným proudem (Labe mezi Ústím nad Labem a Děčínem).

## Tlačná sestava

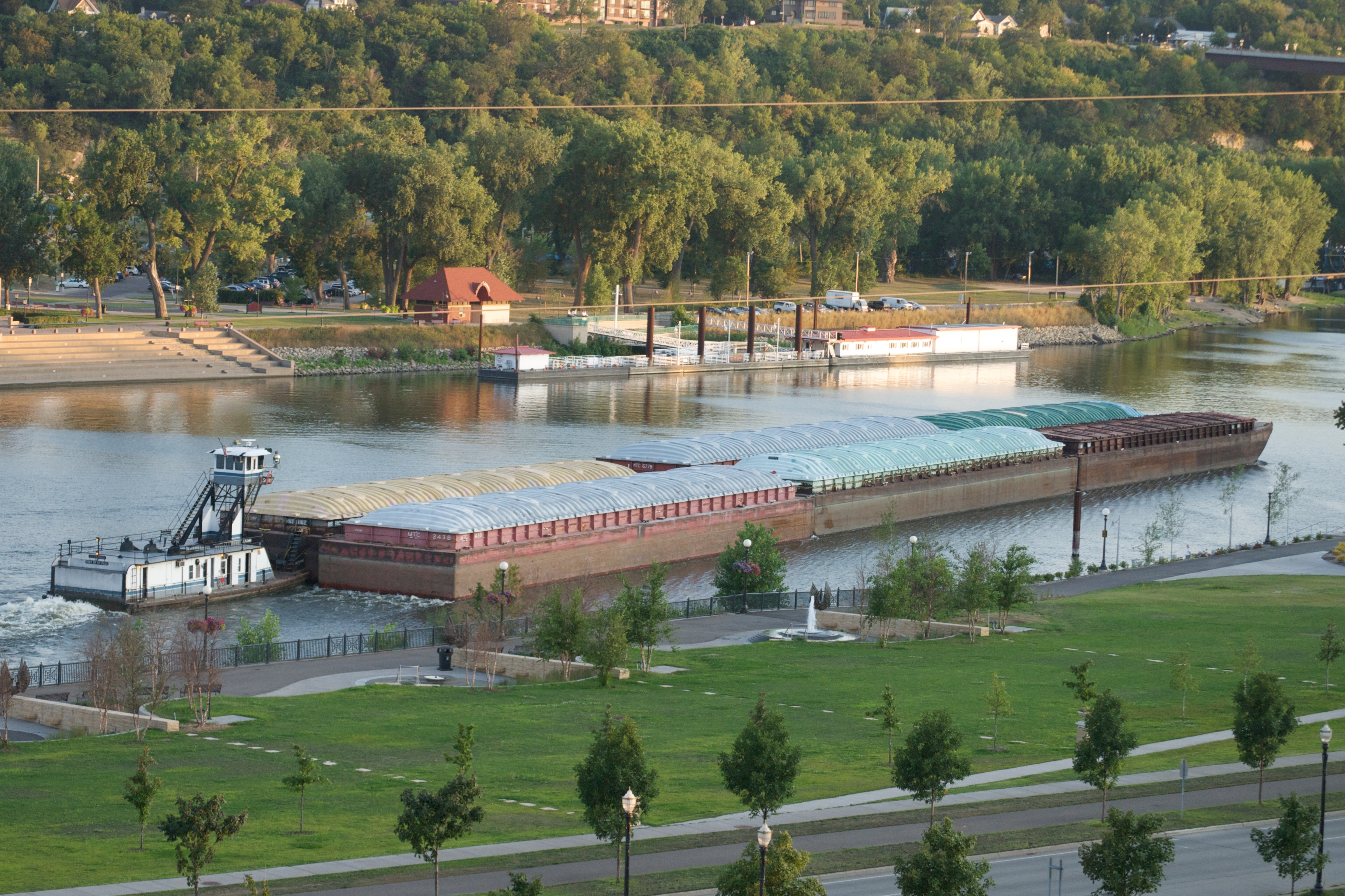
Tlačná sestava šesti tlačných člunů a remorkéru na řece Mississippi v Minnesotě, USA

Tlačná sestava je pevné nebo kloubové spojení plavidel, plovoucích zařízení nebo plovoucích těles, z nichž alespoň jedno je umístěno před plavidlem s vlastním pohonem; to zajišťuje pohyb sestavy a nazývá se tlačný remorkér. Tlačná plavba velkých nákladních sestav se začala rozvíjet na velkých severoamerických řekách a v průběhu 60. let 20. století  se díky své výhodnosti stala běžnou i v Evropě, kde téměř vytlačila plavbu vlečnou. Výhodou tlačné plavby je celkově výrazně vyšší efektivita plavby díky nižšímu odporu tlačné sestavy při plavbě, nižším nárokům na počet lodní posádky a také díky jednodušší konstrukci tlačných člunů, které jsou tím pádem levnější. Celkové přepravní náklady tlačné sestavy jsou údajně o 20 až 25 % nižší oproti plavbě vlečné.
Díky pevnému spojení remorkéru s tlačnou sestavou vzniká při plavbě vlna až za sestavou, takže na rozdíl od plavby vlečné jí nemusí plavidla sestavy překonávat a nejsou jí brzděna. Oproti vlečné plavbě je provozní výkon remorkéru o 20 až 25% nižší, což umožňuje úsporu paliva nebo zvýšení rychlosti plavby až o 30 % .

## Bočně svázaná sestava

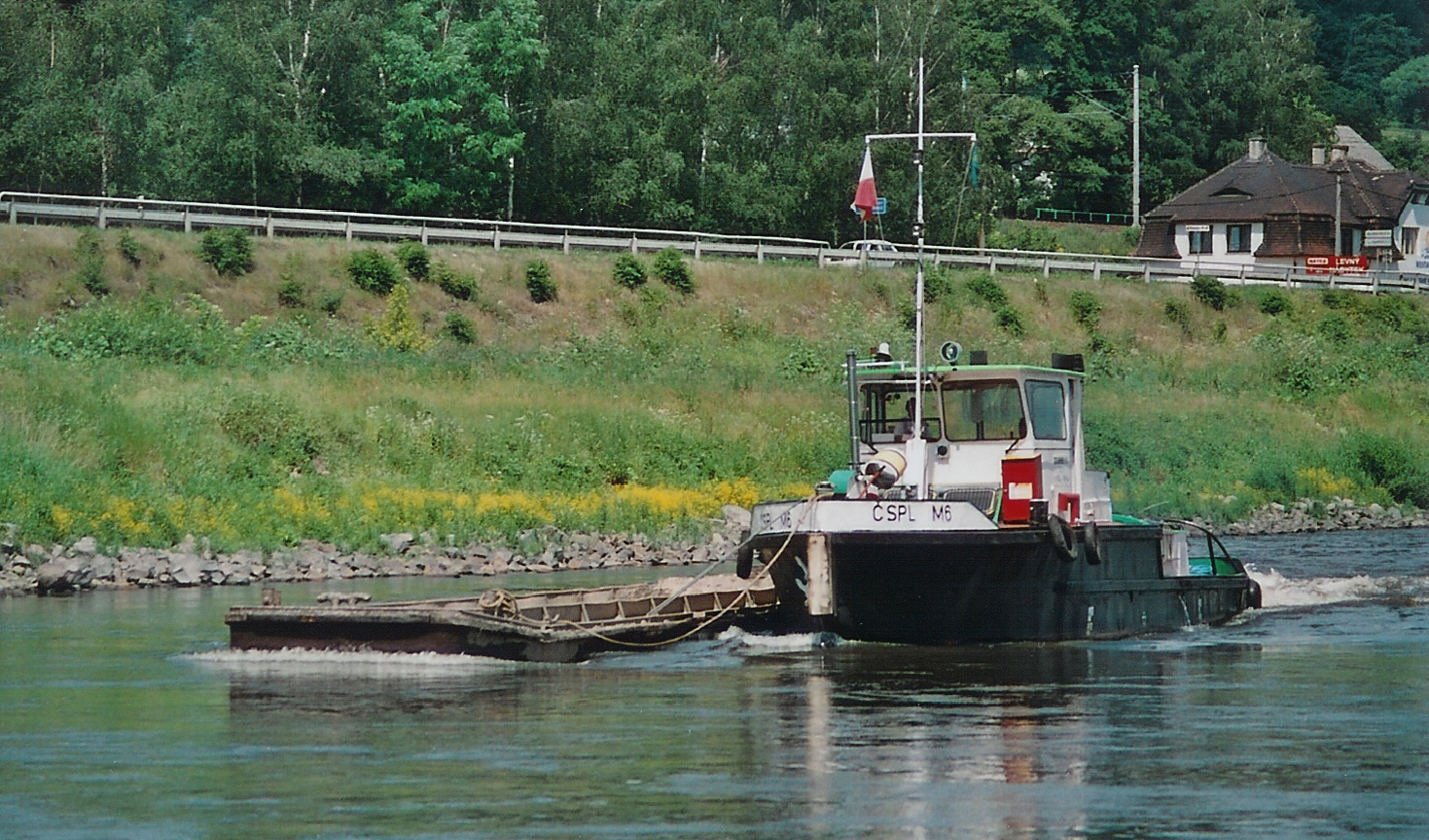
Bočně svázaná sestava na českém Dolním Labi

Bočně svázaná sestava je spojení plavidel, plovoucích zařízení nebo plovoucích těles seřazených vedle sebe, za plavidlem s vlastním pohonem, které zajišťuje pohyb sestavy. U sestav velkých lodí není toto řazení běžné. Může se vyskytovat např. při plavbě sestavy nákladních motorových lodí kdy pohon zajišťuje jedna z nich. Ve většině případů je navíc pohon umístěn asymetricky, což klade zvýšené nároky na udržování směru plavby a snižuje její efektivitu.